# Transpozon

Bakteriální kompozitní transpozon; patrné jsou palindromické sekvence na okrajích a genetická výbava uvnitř

Transpozon čili transpozibilní element je semiparazitická sekvence DNA (také segment DNA), která je schopna měnit svou pozici a kopírovat se v genomu („skákat“ čili procházet transpozicí). Jsou také jedním z nástrojů genetického inženýrství jak u rostlin, tak živočichů. Hlavní dva druhy transpozonů jsou
- DNA transpozony a
- retrotranspozony.

DNA transpozony se přesouvají z místa na místo bez nutnosti replikace a jsou již v lidském genomu neaktivní (viz název jednoho z nich, Sleeping Beauty, tj. Šípková Růženka. Mohou být ale také obdobně aktivovány, byť ne polibkem z čisté lásky.)
Retrotranspozony jsou mnohem aktivnější, tvoří až 45 % lidského genomu a množí se (podobně jako mnohé viry) pomocí RNA polymeráz (II či III). Tyto elementy představují velkou část lidské repetitivní DNA, označované někdy jako nekódující DNA čili junk DNA.